# Faculdades Integradas Teresa d'Ávila
O Centro Universitário Teresa D'Ávila (UNIFATEA) é uma instituição salesiana de ensino localizada em  Lorena no Vale do Paraíba, interior de São Paulo, a 180 km da capital.
Oferece cursos de graduação e pós-graduação em diferentes áreas:
- Administração - Geral
- Arquitetura e Urbanismo
- Biblioteconomia
- Biologia
- Comunicação Social - Jornalismo
- Comunicação Social - Publicidade e Propaganda
- Comunicação Social - Rádio e TV
- Comunicação Social - Relações Públicas
- Decoração
- Desenho Industrial
- Educação Artística
- Enfermagem
- Fonoaudiologia
- Letras
- Pedagogia
- Licenciatura em Computação